# Antonio Borzacchelli
Antonio Borzacchelli (Giugliano in Campania, 10 novembre 1961) è un militare e politico italiano.e dirigente del San Vitaliano Calcio

## Biografia
Maresciallo dei Carabinieri,  viene eletto nel 2001 deputato regionale all'Assemblea Regionale Siciliana nella lista "Biancofiore" promossa dal presidente della Regione Salvatore Cuffaro nel collegio di Palermo con 4.892 preferenze e aderisce al gruppo dell'Udc.

### Procedimenti giudiziari
Arrestato per concussione il 7 febbraio 2004
nell'ambito dell'inchiesta sulle talpe alla Direzione Distrettuale Antimafia di Palermo che vide coinvolti e condannati altri due marescialli in servizio alla stessa DDA di Palermo (Giorgio Riolo dei ROS dei Carabinieri e Giuseppe Ciuro della GdF - arrestati pochi mesi prima, il 5 novembre 2003) e che portò all'incriminazione, alla condanna ed alle dimissioni dalla carica del Presidente della Regione Siciliana Salvatore Cuffaro, fu sospeso dalla carica di deputato dell'Assemblea regionale siciliana con D.P.C.M. del 30 marzo 2004 (pubblicato sulla G.U. n.86 del 13 aprile 2004).
Borzacchelli è stato condannato in primo grado dalla seconda sezione del Tribunale di Palermo, il 28 marzo 2008, a 10 anni di carcere e all'interdizione perpetua dai pubblici uffici, per il reato di induzione alla concussione nei confronti di Michele Aiello ritenuto dalla Procura di Palermo il prestanome di Bernardo Provenzano e condannato in appello a 15 anni.
È stato assolto in appello dalla prima sezione della Corte d'Appello di Palermo, il 3 luglio 2013,  "perché il fatto non sussiste".